# John Clowes Grundy
Pour les articles homonymes, voir Grundy.
John Clowes Grundy, né le 3 août 1806 à Bolton, dans le Lancashire, et mort le 19 mai 1867 à Londres, est un marchand d'estampes et un mécène d'art anglais.

## Biographie
Né le 3 août 1806 à Bolton dans le Lancashire, il est le fils aîné de John Grundy, un fileur de coton de cette ville, et d'Elizabeth Leeming, sa femme. Il est d'abord apprenti dans un entrepôt de Manchester. Il travaille ensuite comme assistant chez les imprimeurs Zanetti & Agnew, avec les associés Vittore Zanetti et Thomas Agnew. Après la mort de Vittore Zanetti, il s'associe à une entreprise similaire, d'abord avec Charles Fox, puis en 1835 avec Charles Goadsby. En 1838, il reprend l'affaire à son compte.
John Clowes Grundy a la réputation d'être l'un des meilleurs juges de gravures du pays. En tant que mécène, il est l'ami d'artistes locaux tels que Henry Liverseege et William Bradley, et l'un des premiers à apprécier le talent de David Cox, Samuel Prout et d'autres. Avec son frère, Robert Hindmarsh Grundy de Liverpool, il participe à la fondation de l'Association des imprimeurs de Londres. C'est grâce à sa coopération avec Sir Francis Moon que les gros volumes des Sketches in the Holy Land, Egypt, etc. de David Roberts, sont publiés. 
John Clowes Grundy meurt le 19 mai 1867, lors d'une visite à Londres, et ses vastes collections sont alors dispersées. Deux de ses fils reprennent l’entreprise. Le graveur Thomas Leeming Grundy (1808-1841), est un autre de ses frères.